# 34978 van 't Hoff
34978 van 't Hoff este o planetă minoră (asteroid), cu un diametru de 10,311 km, din centura de asteroizi. A fost descoperită pe 17 octombrie 1977 la Observatorul Palomar de Cornelis Johannes van Houten și a fost numită după Jacobus Henricus van 't Hoff. 
Obiectul prezintă o orbită caracterizată de o semiaxă mare de 3,1754078 UAi, o excentricitate de 0,03, o înclinație de 8,25136 ° în raport cu ecliptica.